# あきぐも (護衛艦)
あきぐも（ローマ字：JDS Akigumo, DD-120、TV-3514）は、海上自衛隊の護衛艦。やまぐも型護衛艦の5番艦。「あおくも型」として分類される場合は2番艦となる。艦名は「秋空に浮かぶ雲」に由来し、同じ艦名として旧海軍陽炎型駆逐艦秋雲に続き2代目である。

## 艦歴
「あきぐも」は、第3次防衛力整備計画に基づく昭和46度計画2,000トン型警備艦2208号艦として、住友重機械工業浦賀工場で1972年7月7日に起工され、1973年10月23日に進水、1974年7月24日に就役し、第2護衛隊群第23護衛隊に編入され佐世保に配備された。本艦は就役時から可変深度ソーナー（VDS）を装備している。
1976年7月17日から8月28日までの間、護衛艦「あおくも」、潜水艦「なるしお」及びP-2J 8機とともにハワイ派遣訓練に参加。　
1979年10月5日、長崎県の寺島泊地において僚艦「あおくも 」とレーダーや照明を一切使わず、月明だけを頼りとする夜間投錨訓練を実施中に「あおくも」の艦首が「あきぐも」の右舷後部に接触した。「あきぐも」の水線上に破孔が生じ、「あおくも」の右舷艦首水線上に小亀裂が生じた。両艦とも負傷者なし。
1980年、第24回遠洋練習航海に参加。
1982年3月27日、第23護衛隊が第4護衛隊群隷下に編成替えとなり、定係港が大湊に転籍。
1990年1月31日、第23護衛隊が大湊地方隊隷下に編成替え。
1997年3月24日、隊番号の改正により第23護衛隊が第25護衛隊に改称。
2000年3月31日に発生した有珠山噴火による災害派遣活動に従事。同年6月13日、練習艦に種別変更され、艦籍番号がTV-3514に変更。練習艦隊第1練習隊に編入され、定係港が呉に転籍。
2005年2月16日、除籍。就役中の総航程は約60万海里、地球約29周分に達した。